# Ernst Hallier

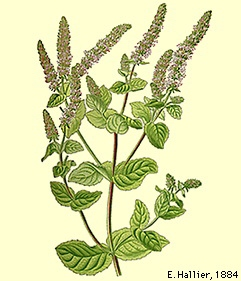
Mentha suaveolens - E. Hallier alkotása (1884)

Ernst Hallier (Hamburg, 1831. november 15. – Dachau, 1904. december 19.) német botanikus és filozófus.
Botanikai szakmunkákban nevének rövidítése: „ Hallier”.

## Életpályája
Eleinte Jénában a kertészetet, Berlinben, Jénában és Göttingenben a természettudományokat meg a filozófiát tanulta. 1858-ban Jénában a gyógyszerésziskolában tanított. Itt 1860-ban az egyetemen magántanárrá képesítették, 1865-ben ugyanitt rendkívüli tanár lett. Az élősködő gombákról közzétett tanulmányai nagy mozgalmat eredményeztek, különösen az erjedés, rothadás és betegségek tekintetében. 1884-ben a tanárságtól lemondott, 1886-tól Stuttgartban, majd München mellett, Dachauban élt és írásaival foglalkozott.

## Nevezetesebb művei
- Die pflanzlichen Parasiten d. menschlichen Körpers (Lipcse, 1866)
- Das Cholerakontagium (uo., 1867)
- Gährungs-Erscheinungen (uo., 1867)
- Phytopathologie. Die Krankheiten der Kulturgewäschse (uo., 1868)
- Parasitologische Untersuchungen, bezüglich auf die pflanzenlichen Organismen bei Masern, Hungertyphus etc. (uo., 1868)
- Die Ursache der Kräuselkrankheit (Jena, 1875)
- Reform der Pilzforschung (uo., 1876)
- Die Plastiden er niedern Pflanzen (uo., 1878)
- Lehrbuch der Pharmacie (Mainz, 1865)
- Ausflüge in die Specification (Hamburg, 1865)
- Ausflüge in die natur (Berlin, 1876)
- Schule der systematischen Botanik (Boroszló, 1878)
- Katechismus der allgemeinen Botanik (Lipcse, 1879)
- Untersuchungen über Diatomeen (Gera, 1880)
- Die Vegetation auf Helgoland (2. kiad., Hamburg, 1863)
- Exkursionsbuch (2. kiadás. Jena, 1876)
- Deutschlands Flora (Lipcse, 1873)
- Ő dolgozta át Koch Taschenbuch der deutschen und schweizerischen Flora-ját (uo., 1878) és Schlechtendal, Langethal u. Schenk Flora von Deutschland-ját (5. kiad., Gera, 1880).
- Filozófiai munkája: Weltanschauung des Naturforschers (Jena, 1875)
- Naturwissenschaft, religion und Erziehung (uo., 1875)
- Kulturgeschichte des XIX. Jahrhunderts in ihrer Abhängigkeit von der Entwicklung der naturwissenschaft (1889)
- Grundzüge der landwirtschaftlichen Gartenkunst, eine Aesthetik der Landschaftgärtnerei (Lipcse, 1891)
- Federerrel együtt: Atlas der Pflanzenwelt (Fürth, 1891)
- Aesthetik der natur (Stuttgart, 1890) Die socialen Probleme und das Erbrecht (1892)